# Catan: Gradovi i vitezovi
Catan: Gradovi i vitezovi (eng. Catan: Cities & Knights, prije The Cities and Knights of Catan) je proširenje društvene igre Catan. Stavlja naglasak na dodatni razvoj gradova i korištenje vitezova kojima se mogu napadati drugi igrači i koji mogu braniti otok Catan od zajedničkog neprijatelja – barbara. Može se kombinirati s proširenjima Pomorci i Trgovci i barbari. Prvi je puta izdana 1998. godine.

## Trgovačka roba
Jedna od glavnih novosti je trgovačka roba – sekundarni resursi koje daju samo gradovi, a to su novac, papir i tkanina. Kao i osnovni resursi (drvo, rudača, žito, glina, ovce), trgovačka roba također je povezana s određenom vrstom terena. Tako planine uz rudaču daju i novac, šume uz drvo daju i papir, a pašnjaci uz ovce daju i vunu. Lopov može krasti trgovačku robu, a ona se ubraja i u ograničenje od sedam kartica resursa u ruci.
Osnovni resursi mogu se mijenjati za trgovačku robu, a trgovačka roba može se mijenjati za osnovne resurse. Trgovačka roba koristi se za unaprjeđenje gradova, što igraču daje dodatne pogodnosti.
Grad koji se izgrađen na polju ili zemlji i dalje daje dva žita ili dvije gline. No gradovi izgrađeni na planini, šumi ili pašnjacima daju po jednu rudaču, drvo ili ovcu i po jedan novac, papir ili vunu. Žito i glina u ekspanziji imaju dodatne uloge – žito može aktivirati vitezove, a glina može izgraditi gradske zidine.

## Unaprjeđenja gradova
Igrači s gradovima mogu koristiti trgovačku robu za unaprjeđenje svojih gradova. Postoje tri kategorije unaprjeđenja i pet razina za svaku kategoriju. Svaka kategorija zahtijeva jednu od trgovačkih roba i svaka razina zahtijeva sve više jedinica te trgovačke robe. Na trećoj razini igrači stječu specijalne vještine koje ovise o vrsti unaprjeđenja. 
Igrač koji prvi dostigne unaprjeđenje četvrte razine u nekoj od kategorija može jedan od svojih gradova pretvoriti u metropolu koja vrijedi četiri boda – dva boda više od grada koji se nalazio prije metropole. Za svaku kategoriju može postojati samo jedna metropola, pa ju trenutni vlasnik metropole može izgubiti kada drugi igrač dostigne petu razinu unaprjeđenja prije njega. Jedan grad može biti metropola za samo jednu kategoriju, a igrač može imati više metropola ako ima više gradova i ako je u više kategorija prvi postigao četvrtu razinu. Ako drugi igrač zatim prvi dostigne petu razinu u istoj kategoriji, prethodni vlasnik metropole skida figuricu metropole s grada, a novi vlasnik metropole postavlja svoju figuricu metropole na svoj grad.

## Vitezovi
Novi elementi u ekspanziji su i vitezovi koji rade na drugačijem principu od kartica viteza iz osnovne igre. Vitezovi su jedinice koje treba konstantno održavati kroz sustav aktivacija, ali imaju više primjena. Svaki vitez može se unaprijediti kroz tri ranga, no posljednji rang je specijalna vještina koja se postiže unapređenjem grada na treću razinu u kategoriji "Tvrđava" (plava kategorija).
Postavljaju se slično naseljima i mogu blokirati tuđe ceste, bili oni aktivirani ili ne. Za druge funkcije moraju se aktivirati, a nakon iskorištavanja neke od funkcija ponovno se deaktiviraju. Funkcije se ne mogu iskoristiti u istom potezu u kojem je vitez aktiviran, ali se mogu ponovno aktivirati odmah nakon što su iskorišteni za neku funkciju.
Vitezi imaju tri funkcije:
- mogu se kretati niz cestu ili, u slučaju kombiniranja s ekspanzijom Pomorci, niz liniju brodova,
- mogu pomaknuti tuđe viteze nižeg ranga i
- mogu otjerati lopova (ili pirata kod Pomoraca) kada je u blizini.

Viteza nije potrebno deaktivirati u slučaju povećanja njegovog ranga ili kada ga otjera jači vitez.

## Napadi barbara
Gradovi i vitezovi uvode treću kockicu, zvanu kockica događaja. Kockica događaja ima dvije funkcije. Prva je funkcija povezana s barbarima, neprijateljima od kojih se igrači moraju zajedno braniti. Na tri stranice kockice nalazi se slika broda, a na preostale tri slika vrata grada. Kada na toj kockici padne slika vrata, igrači koji su dovoljno unaprijedili svoje gradove dobivaju karticu razvoja.
Barbare predstavlja brod koji se nalazi na putu koji vodi prema otoku Catanu, tj. igraćoj ploči. Kada na kockici događa padne brod, barbari se približe ploči za jedno mjesto na svom putu. Kada barbari stignu do otoka, započinje posebna faza koja se mora provesti prije bilo kojeg drugog dijela igre, uključujući prije prikupljanja resursa. U toj se fazi uspoređuje snaga napada barbara sa snagom obrane igrača. Snaga napada barbara odgovara broju gradova i metropola koji se nalaze na ploči. Snaga obrane igrača odgovara zbroju razina aktiviranih viteza na ploči - jedan bod za svakog običnog, dva boda za jakog i tri boda za snažnog viteza.
Kada barbari imaju više bodova od vitezova za obranu, igrači gube taj napad. Igrač (ili igrači) koji su imali najmanju obranu (najslabije vitezove, tj. najmanje bodova za obranu) moraju jedan svoj grad zamijeniti naseljem. Ako nemaju niti jedan grad, tj. ako imaju samo naselja ili metropole, imuni su na napade barbara i ne broje se kao igrač koji najmanje doprinosi obrani, nego se taj status prebacuje na sljedećeg igrača koji ima najmanje bodova ako se ne broje igrači bez gradova.
Ako igrači uspiju obraniti otok Catan, igrač koji je najviše doprinio obrani (koji je imao najviše bodova za obranu) dobiva posebnu karticu "Heroj Catana" koja vrijedi jedan bod za pobjedu. Ako dva igrača imaju isti najveći broj bodova za obranu, ni jedan ne dobiva karticu "Heroj Catana", nego dobivaju karticu razvoja gdje sami mogu birati u kojoj kategoriji ju žele. Ukupno postoji šest kartica "Heroj Catana".
Bez obzira jesu li igrači uspjeli obraniti ili ne, nakon faze napada barbara svi se vitezovi moraju deaktivirati.

## Gradske zidine
Manja novost u ovoj ekspanziji su gradske zidine. Gradske zidine povećavaju broj kartica resursa i robe koje igrač smije držati u ruci kada padne broj sedam na igračim kockama bez da ih mora pola odbaciti. U običnoj igri Catana, kada igrač ima više od sedam resursa u ruci, a na igračim kockama padne sedam, mora odbaciti pola resursa (u slučaju neparnog broja zaokruženo na prvi manji broj). U ovoj ekspanziji, igrač može izgraditi gradske zidine oko grada ili metropole, čime smije držati dvije dodatne kartice resursa bez da ih mora odbaciti pola. Zidine se ne mogu graditi oko naselja, a svaki grad ili metropola može imati samo jedne zidine. 
Svaki igrač može sagraditi najviše tri zidine. Time igrač može držati najviše 13 kartica resursa u ruci bez da ih mora odbaciti pola kada padne sedam.
Zidine ne štite igrača od lopova ili barbara. Ako barbari napadnu grad sa zidinama, igrač uz grad gubi i zidine.

## Kartice razvoja
Uz bijelu i crvenu kockicu, postoji i kockica događaja koja ima dva ishoda. Ako kockica događaja padne na stranicu sa slikom broda, pomiču se barbari. Ako padne na sliku gradskih vrata, igrači (koji su ispunili potrebne uvjete) redom (počevši od igrača koji je bacio kockice), uzimaju kartice razvoja u kategoriji koju je odredila boja gradskih vrata koja je pala. Kartice razvoja, njih ukupno 58, u ovoj su ekspanziji podijeljene u tri kategorije ̣– znanost (zelene), politika (plave) i trgovina (žute). Te boje odgovaraju bojama tablica unaprjeđenja gradova.
Da bi neki igrač dobio karticu razvoja, mora ispuniti sljedeće uvjete:
1. Mora imati dovoljno unaprijeđen grad u kategoriji koja je pala na kockici događaja.
2. Broj na slici crvenih kockica na pločici unaprjeđenja grada (u odgovarajućoj kategoriji) mora odgovarati broju koji je pao na crvenoj kockici.

S većim razinama unaprjeđenja povećava se i vjerojatnost da će igrač dobiti karticu razvoja. Na najvišoj razini unaprjeđenja igrač će dobiti karticu razvoja bez obzira na broj koji pao na crvenoj kockici.
Za razliku od kartica razvoja u osnovnoj igri, u ovoj ekspanziji one se mogu odigrati u istom potezu u kojem su i izvučene.
Igrači smiju istovremeno posjedovati do četiri kartice razvoja (ili pet u igri s pet do šest igrača), a sve kartice koje prelaze to ograničenje moraju se odbaciti. Prva iznimka su kartice s dodatnim bodom koje nije potrebno odbaciti. Druga iznimka je kada je igrač izvukao karticu viška tijekom svog poteza. Tada on može odigrati (tj. potrošiti) bilo koju od svojih kartica razvoja i time smanjiti broj kartica koje posjeduje.

## Vanjske poveznice
- Službena stranica (engl.)
- Catan: Gradovi i vitezovi u bazi podataka stranice BoardGameGeek (engl.)
- Pravila za Gradove i vitezove na srpskom jeziku (srp.)
- Pravila za Gradove i vitezove na engleskom jeziku (engl.)